# Pætur Jacobsen
Pætur Dam Jacobsen (Tórshavn, 5 dicembre 1982) è un ex calciatore faroese, di ruolo centrocampista.

## Carriera

### Club
Ha giocato nella prima divisione faroese.

### Nazionale
Tra il 2008 ed il 2013 ha giocato complessivamente 3 partite con la nazionale faroese.